# U4 (Berlins tunnelbana)
| Urban tunnel track end start |

| Unknown BSicon "utABZgr" |

| Urban tunnel station on track |

| Urban tunnel stop on track |

| Urban tunnel stop on track |

| Urban tunnel stop on track |

| Urban tunnel end station, unused through track |

| Unknown BSicon "uextABZgr" |

| Urban unused tunnel track end end |

| Urban tunnel track end start |

| Unknown BSicon "utABZgr" |

| Urban tunnel station on track |

| Urban tunnel stop on track |

| Urban tunnel stop on track |

| Urban tunnel stop on track |

| Urban tunnel end station, unused through track |

| Unknown BSicon "uextABZgr" |

| Urban unused tunnel track end end |

Linje U4 i Berlins tunnelbana har fem stationer och är 2,9 kilometer lång. Den går från Nollendorfplatz till Innsbrucker Platz är därmed den enda linjen som åker i bara ett stadsdelsområde. Den har fram tills idag inte byggts ut och inga utbyggnader är planerade. Linje U4 var en gång i tiden stoltheten för den då självständiga staden Schöneberg men har idag ingen stor betydelse för kollektivtrafiken.

## Historia
Staden Schöneberg kom 1903 med idén om att bygga en tunnelbana och inledde samtal med Hochbahngesellschaft. Parterna kom inte överens och istället valde Schöneberg att bygga den första kommunala tunnelbanan i Tyskland. Man planerade sträckningen från den redan existerande stationen Nollendorfplatz ner till Hauptstrasse i söder. Man uteslöt inte heller en sträckning vidare norrut. Det första spadtaget togs 8 december 1908 för Schöneberger Untergrundbahn.
Man följde de standarder som gjorts för den redan existerande tunnelbanan i Berlin och planerade en framtida direkt anknytning till Berlins tunnelbana. Man började vid samma tid byggandet av Stadtpark, idag Rudolph-Wilde-Park. Efter två års byggtid invigdes tunnelbanan 1 december 1910. Invigningen var stillsam sedan den stora pådrivaren bakom tunnelbanan, borgmästaren Rudolph Wilde, avlidit. 
Schönebergs tunnelbana var vid denna tid helt skild från det övriga nätet i Berlin. Man hade egna vagnar och verkstad. Den enda anknytningen till Berlins tunnelbana var en fotgängarövergång vid Nollendorfplatz. 1926 invigdes dagens station på Nollendorfplatz där linje U4 ansluter direkt till övriga tre linjer. Den verkstad som tidigare fanns blev därmed överflödig och lades ner 1932. Staden Schöneberg var förvisso byggherre och ägare av tunnelbanan men överlät driften till Hochbahngesellschaft.
Fram till 1961 körde linjen vidare från Nollendorfplatz till Kreuzberg och Kottbusser Tor eller Schlesisches Tor. 1966 fick linjen sitt nuvarande linjenummer 4. Innan motorvägen vid Innsbrucker Platz byggdes fortsatte tunnelbanan vidare till verkstaden genom den så kallade Eisacktunneln. 1977 öppnades linje 4 igen efter en lång restaurering då hela linjen tillfälligt togs ur drift. Linjen blev även provsträcka för ett automatiskt system, SELTRAC, som började användas för resenärer 1981.

### Planerade utbyggnader
Tunnelbanan har aldrig kommit att byggas ut, även om planer funnits. Ursprungligen planerades en förlängning söderut mot Steglitz men första världskriget stoppade planerna. Under 1970-talet planerades en anslutning till linje U10 vid Innsbrucker Platz men inte heller den har realiserats. Enligt BVG:s plan Expressmetropole Berlin från 2023, planeras U4 förlängas norrut till Hauptbahnhof och Glambecker Ring samt söderut till Appenzeller Strasse.

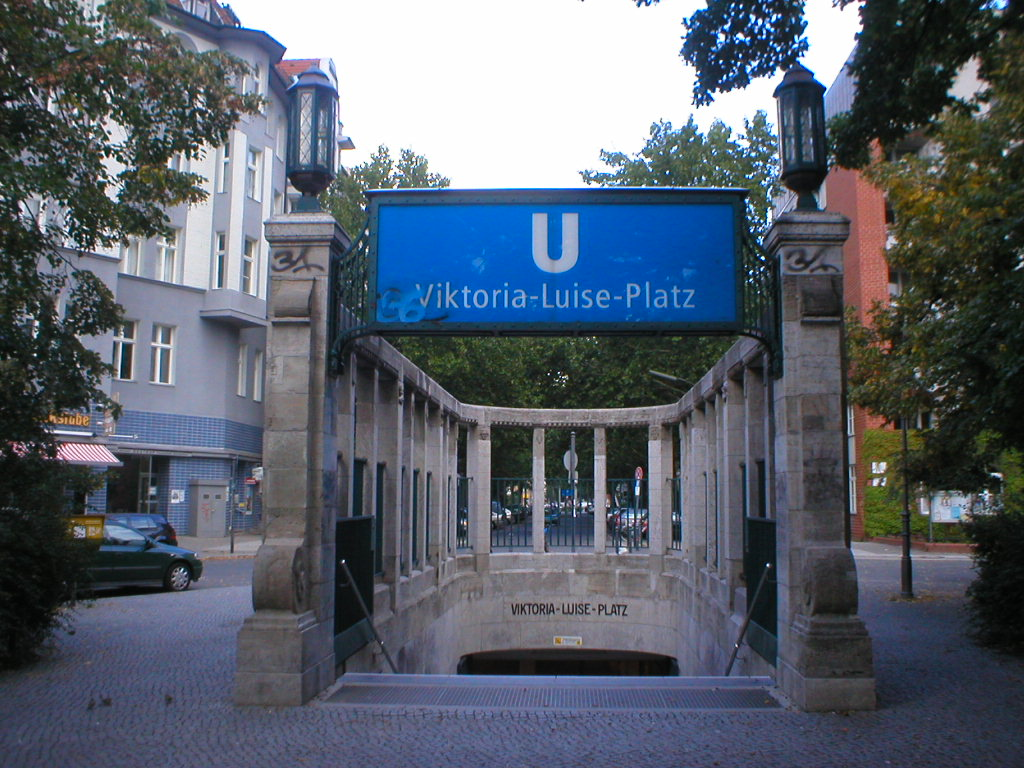
Viktoria-Luise-Platz
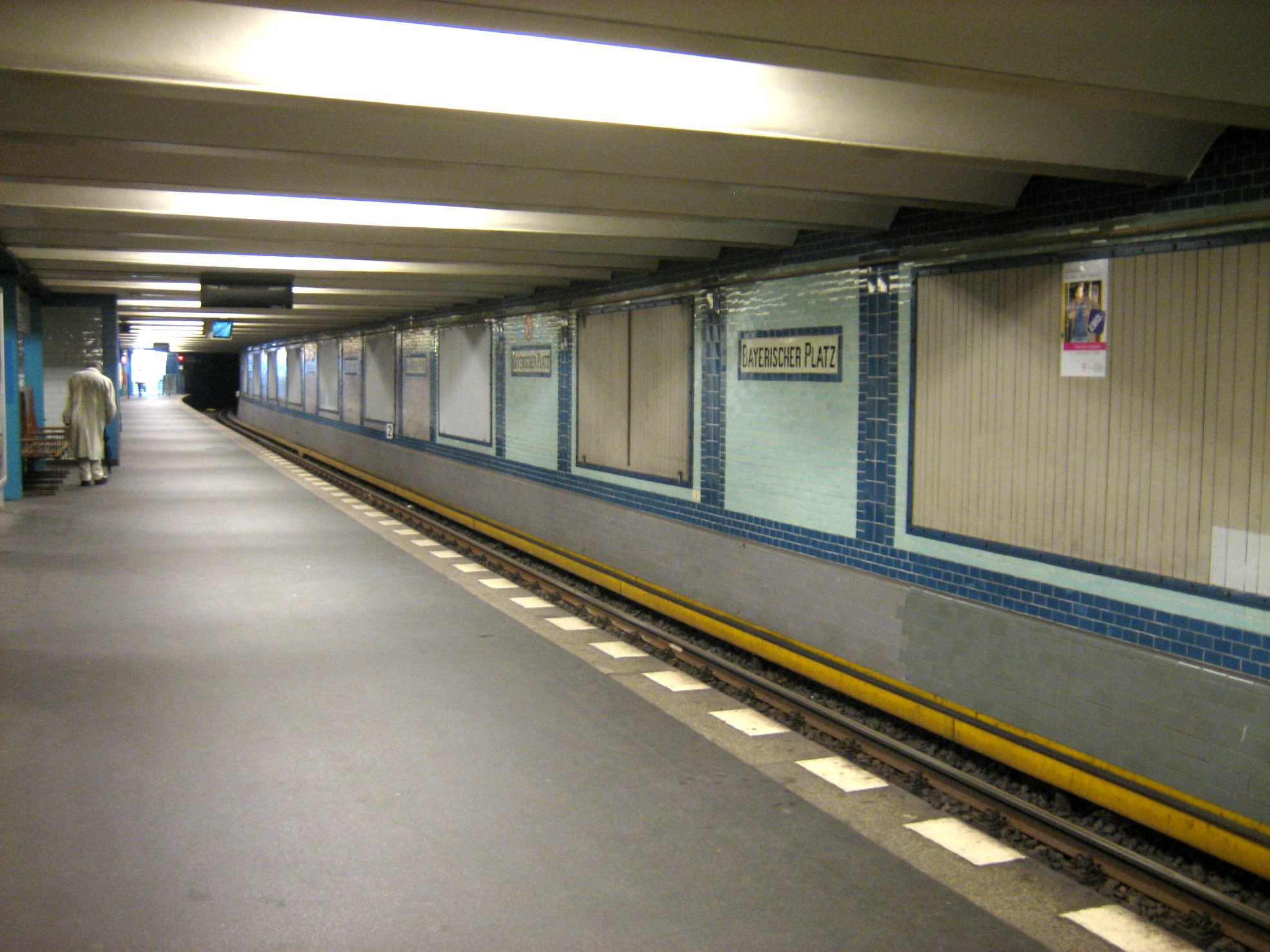
Bayerischer Platz
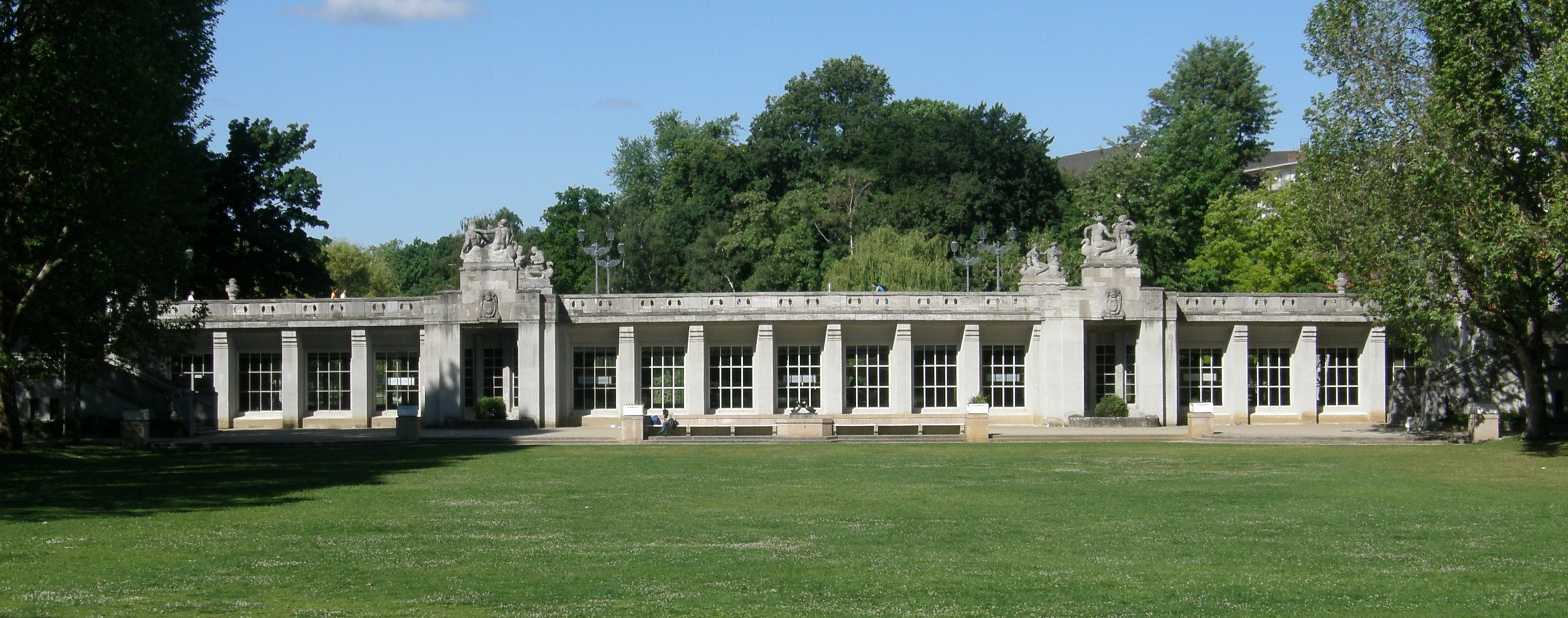
Rathaus Schöneberg

## Stationer
| Restid | Förkortning | Station              | Anslutning    |  |
| ------ | ----------- | -------------------- | ------------- |  |
| 0,0    | Nm          | Nollendorfplatz      | U1, U2, U3    |  |
| 2,0    | V           | Viktoria-Luise-Platz |               |  |
| 3,5    | Bpo         | Bayerischer Platz    | U7            |  |
| 5,0    | RS          | Rathaus Schöneberg   |               |  |
| 6,0    | Ipo         | Innsbrucker Platz    | S41, S42, S46 |  |